# 十间房镇
十间房镇，是中华人民共和国辽宁省沈阳市法库县下辖的一个乡镇级行政单位。

## 行政区划
十间房镇下辖以下地区：
马家店社区、阎家窝堡社区、西门社区、陶屯社区、石岗子社区、南门社区、周地沟社区、拉马沟村、马家沟村、钱家沟村、樱桃沟村、赵贝堡村、尚屯村、小荒地村、十间房村、魏家楼村、榆树底村、大二道房村、李贝堡村、四台子村、秋皮沟村和罗泉沟村。